# Maurice Satineau
Maurice Satineau (* 18. September 1891 in Baie-Mahault, Guadeloupe; † 13. September 1960 in Paris) war ein französischer Aktivist und Politiker.

## Leben
Satineau wurde 1891 in Guadeloupe in ärmlichen Verhältnissen als Sohn der Marie Romage und ihres Ehemannes Pierre Satineau geboren, sein Vater starb, als Satineau 16 war. Sein Lebenslauf danach ist unklar, möglicherweise lebte er bei einem Onkel und erlernte dort den Beruf des Schiffszimmermanns. Angaben, denen zufolge er ein juristisches Studium in Paris an der École des hautes études commerciales absolviert, Preise der Académie française und Académie des sciences morales et politiques erhalten habe und später als Widerstandskämpfer ausgezeichnet worden sei, sind falsch.
Um 1912 lebte er in Paris als Mechaniker, meldete sich im September 1914 freiwillig zur Armee und war dort Sanitäter, wurde aber bereits im Februar 1915 wegen einer chronischen Bronchitis wieder ausgemustert. Von Dezember 1915 bis Dezember 1916 arbeitete er für die Wohlfahrtsbehörde, von Oktober 1917 an als Hilfskraft bei der Polizeipräfektur in der Abteilung für Hygiene und Gesundheitsfürsorge.
Am 8. Februar 1919 verließ er die Präfektur und begann die Herausgabe der Wochenzeitung La plus belle France, in der sich Texte kolonialistischer Autoren wie Maurice Rondet-Saint, aber auch guadeloupischer Intellektueller wie des späteren Botschafters Frankreichs in den USA, Henry Bérenger, oder des Literaturwissenschaftlers und späteren Widerstandskämpfers Serge Denis finden. Bereits Anfang 1920 musste Satineau die Zeitschrift jedoch wieder aufgeben.
Informationen zu Satineaus Leben zwischen 1920 und 1925 fehlen. 1926 wird er Generalsekretär des aus der Spaltung des Comité de défense de la race nègre hervorgegangenen Comité de défense de la race noire. Die Spaltung ergab sich, da sich im ursprünglichen Komitee zwei Flügel gebildet hatten: zum einen ein antikolonialistischer, panafrikanistischer Flügel um den Gründer Lamine Senghor und zum anderen um Satineau ein Flügel von Assimilationisten, welche die französische Kolonialpolitik grundsätzlich unterstützten, ihre „zivilisierende Mission“ beim Wort nahmen und daher Gleichberechtigung und Gleichbehandlung als französische Bürger einforderten.
Das Comité de défense de la race noire entfaltete zwar keine größeren politischen Aktivitäten mehr, Satineau machte es aber 1928 zur Plattform der Herausgabe einer Zeitschrift namens La Dépêche Africaine. Für sie schrieben unter anderem René Maran, Léon Jouhaux, Ouanilou Behanzin, Odet Denys, Georges Tovalou und Samuel Ralaimongo sowie die Schwestern Paulette und Jeanne Nardal. Die Dépêche wurde trotz ihrer eigentlich assimilatorischen Ausrichtung ein frühes Zeugnis der Négritude. Die anfangs zweiwöchentlich, später monatlich erscheinende Zeitschrift hatte eine Auflage um die 10.000 Exemplare und fand global Beachtung, sie zirkulierte mit Genehmigung der Behörden in den Kolonien, zeitweise enthielt sie auch eine englischsprachige Seite. Die Dépêche erschien bis 1956, stellte im Krieg aber zeitweise ihr Erscheinen ein.
Von 1936 bis 1940 war er Abgeordneter von Guadeloupe. Am 10. Juli 1940 stimmte er für die Vollmachten für Marschall Pétain. In Vichy organisierte er für 20.000 Francs pro Person die Flucht von Juden mit dem Ziel, sie auf die Antillen zu bringen, zog daraus aber wohl auch finanzielle Vorteile. Er unterhielt auch Verbindungen zu Widerstandsbewegungen im Süden. Er wurde von den Deutschen an der spanischen Grenze festgenommen, im Château du Hâ interniert und später wieder freigelassen. Im August 1944 war er in der Nähe der Kämpfe bei der Befreiung von Paris, nahm aber nicht daran teil.
Später gelang es ihm nur schwer, in Guadeloupe wieder Fuß zu fassen, und er kehrte für die Dauer der Vierten Republik wieder ins politische Leben zurück. Am 14. November 1948 wurde Satineau für Guadeloupe in den französischen Senat gewählt und im Mai 1952 bestätigt. Seine Amtszeit endete am 8. Juni 1958. In den 1950er Jahren wurde seine Rolle bei der Flucht jüdischer Familien in Guadeloupe kontrovers diskutiert. 1960 starb Satineau.